# قرار مجلس الأمن التابع للأمم المتحدة رقم 1916
قرار مجلس الأمن التابع للأمم المتحدة رقم 1916، الذي تم تبنيه بالإجماع في 19 مارس 2010، بعد التذكير بالقرارات 733 (1992)، 1519 (2003)، 1558 (2004)، 1587 (2004)، 1630 (2005)، 1676 (2006)، 1724 ( 2006)، 1744 (2007)، 1766 (2007)، 1772 (2007)، 1801 (2008)، 1811 (2008)، 1844 (2008)، 1853 (2008)، 1862 (2009)، 1894 (2009) و1907 ( 2009)، مدد المجلس ولاية فريق الرصد لمدة 12 شهرًا ووسع ولايته لتشمل مراقبة حظر الأسلحة المفروض على إريتريا بالإضافة إلى الصومال.

## أعمال
وشدد المجلس، بموجب الفصل السابع من ميثاق الأمم المتحدة، على ضرورة امتثال جميع البلدان لأحكام حظر توريد الأسلحة إلى إريتريا والصومال، وكرر عزمه على النظر في اتخاذ مزيد من التدابير لتحسين التنفيذ وضمان الامتثال للأحكام. وقد تم التأكيد على أهمية عمليات المساعدات الإنسانية، في حين تمت إدانة تسييس وإساءة استخدام واختلاس المساعدة الإنسانية من قبل الجماعات المسلحة، وطالب الدول ووكالات الأمم المتحدة بوضع حد لمثل هذه الممارسات.
ثم قرر المجلس بعد ذلك تخفيف بعض القيود والالتزامات بموجب نظام العقوبات الدولي لتمكين المنظمات الدولية والإقليمية ودون الإقليمية من إيصال الإمدادات والمساعدة التقنية وضمان إيصال المساعدة الإنسانية التي تمس الحاجة إليها، واستعراض آثار هذا الحكم كل 120 أيام. وفي هذا الصدد، طُلب من منسق الأمم المتحدة للمساعدة الإنسانية للصومال تقديم تقرير كل 120 يومًا عن تنفيذ هذا البند. ثم تم توسيع ولاية فريق الرصد على النحو التالي:
(أ) مواصلة المهام المنصوص عليها في القرارات السابقة؛
(ب) التحقيق في الأنشطة التي وفرت إيرادات استخدمت لانتهاك حظر توريد الأسلحة إلى إريتريا والصومال؛
(ج) التحقيق في استخدام وسائل النقل والطرق والموانئ والمطارات وغيرها من المرافق فيما يتعلق بانتهاكات حظر توريد الأسلحة؛
(د) مواصلة جمع المعلومات المتعلقة بالأفراد والكيانات الضالعين في الأعمال المذكورة أعلاه وتقديمها إلى اللجنة لاتخاذ المزيد من التدابير الممكنة من قبل المجلس؛
(هـ) تقديم توصيات بناءً على تحقيقاتها؛
(و) التعاون الوثيق مع اللجنة بشأن توصيات محددة لاتخاذ تدابير إضافية لضمان الامتثال لحظر توريد الأسلحة؛
(ز) تحديد المجالات التي يمكن فيها تعزيز قدرات الدول في المنطقة لتحسين تيسير تنفيذ عمليات حظر توريد الأسلحة؛
(ح) تقديم إحاطة منتصف المدة إلى المجلس عن طريق اللجنة وتقديم تقرير شهري عن التقدم المحرز؛
(ط) تقديم تقرير نهائي قبل 15 يوما من انتهاء ولاية فريق الرصد.
وفي غضون ذلك، طُلب من الأمين العام بان كي مون تأمين الترتيبات المالية لدعم فريق الرصد. وطُلب من اللجنة أن تقدم توصيات تستند إلى تقارير فريق الرصد لضمان تحسين الامتثال لقرارات حظر توريد الأسلحة والقرارات التي فرضها مجلس الأمن على الصومال وإريتريا. تم حث جميع الدول في المنطقة، بما في ذلك إريتريا والحكومة الفيدرالية الانتقالية في الصومال على التعاون مع فريق الرصد، والسماح بالوصول دون عوائق من أجل إكمال تفويضها.